# Cariopsă

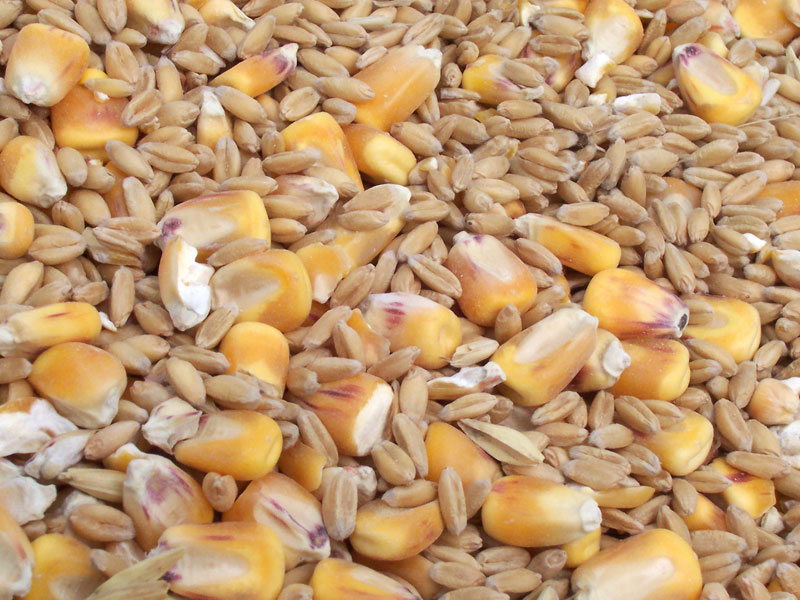
Cariopsă

Cariopsa este un tip de fruct uscat indehiscent, lipit de sămânța unică. . Acest tip de fruct este specific pentru plantele din rândul familiei Poaceae (Gramineae). 

## Caracteristici
La maturitate, cariopsa poate fi golașă sau acoperită de către palei. 

## Alcătuire
În mare, o cariopsă este fructul uscat indehiscent care concrește cu sămânța. 
Sămânța este alcătuită din trei elemente de bază:

### Tegumentul
Tegumentul este învelișul care concrește cu fructul (cu cariopsa). La rândul său, tegumentul este alcătuit din două straturi: unul exterior (numit pericarp), și unul interior (numit testă). Tegumentul conține multă celuloză și vitamine aparținând complexului B.

### Endospermul
Endospermul reprezintă un procent de 80% până la 86% din masa seminței , în acesta acumulându-se amidonul. Acesta este sărac în săruri minerale și în substanțe proteice, cu excepția aleuronei, un strat aflat la periferia endospermului.

### Embrionul
Embrionul reprezintă locul unde se va dezvolta viitoarea plantă. Se formează în urma fecundării florii, fiind alcătuit din mai multe componente:
- Rădăcinița (numită și radiculă), ce este protejată de către caliptră
- Tulpinița (numit și hipocotil)
- Mugurașul sau ”gemula”, ce este protejat de către coleoptil și de coleoriză
- Cotildeonul (numit și scutelum)

Deasupra cariopsei poate apărea și un strat scurt și rar de perișori. 

## Germinația
Pentru ca germinația să aibă loc, cariopsa trebuie să iasă din repaosul vegetativ. 

## Cariopsa la cereale
O greșeală frecventă este încurcarea boabelor cerealelor cu semințele. Boabele cerealelor sunt cariopse, nu semințe. 